# Sistersville
Sistersville es una ciudad ubicada en el condado de Tyler en el estado estadounidense de Virginia Occidental. En el Censo de 2010 tenía una población de 1396 habitantes y una densidad poblacional de 1.026,66 personas por km².

## Geografía
Sistersville se encuentra ubicada en las coordenadas 39°33′35″N 80°59′55″O / 39.55972, -80.99861. Según la Oficina del Censo de los Estados Unidos, Sistersville tiene una superficie total de 1.36 km², de la cual 1.36 km² corresponden a tierra firme y (0%) 0 km² es agua.

## Demografía
Según el censo de 2010, había 1396 personas residiendo en Sistersville. La densidad de población era de 1.026,66 hab./km². De los 1396 habitantes, Sistersville estaba compuesto por el 98.93% blancos, el 0.29% eran afroamericanos, el 0.21% eran amerindios, el 0.07% eran asiáticos, el 0% eran isleños del Pacífico, el 0.14% eran de otras razas y el 0.36% pertenecían a dos o más razas. Del total de la población el 0.64% eran hispanos o latinos de cualquier raza.